# فرناندو دي برادو
فرناندو دي برادو (بالإسبانية: Fernando de Prado)‏ هو مؤرخ وكاتب إسباني، ولد في 1 سبتمبر 1963 في سان سيباستيان في إسبانيا.